# I Love the Way You Love Me
«I Love the Way You Love Me» — песня американского кантри-исполнителя Джона Майкла Монтгомери, вышедшая в качестве 2-го сингла с его дебютного студийного альбома Life's a Dance (1993). Авторами песни выступили Виктория Шоу и Чак Кэннон.
Песня 3 недели возглавляла хит-парад кантри-музыки США в мае 1993 года и была удостоена награды Академии кантри-музыки ACM Awards в престижной категории «Лучшая песня года» (Song of the Year).
23 ноября 1993 года ирландская поп-группа Boyzone выпустила свою версию этой песни, которая достигла первого места в Новой Зеландии и № 2 в Великобритании и Ирландии.

## Награды и номинации
В исполнении и версии Джона Майкла Монтгомери. Источник:
| Награда    | Категория                     | Результат |
| ---------- | ----------------------------- | --------- |
| ACM Awards | Песня года (Song of the Year) | Победа    |

## Чарты (версияДжона Майкла Монтгомери)

### Еженедельные чарты
| Чарт (1993)                        | Высшая позиция |
| ---------------------------------- | -------------- |
| Канада Canada Country Tracks (RPM) | 1              |
| США (Billboard Hot 100)            | 60             |
| США (Billboard Hot Country Songs)  | 1              |

### Итоговые годовые чарты
| Чарт (1993)                        | Позиция |
| ---------------------------------- | ------- |
| Канада Canada Country Tracks (RPM) | 7       |
| США US Country Songs (Billboard)   | 9       |

## Чарты (версияBoyzone)
| Чарт (1998–99)                               | Высшая позиция |
| -------------------------------------------- | -------------- |
| Бельгия/Фландрия (Ultratop 50)               | 28             |
| Бельгия/Валлония (Ultratop 50)               | 36             |
| Европа (Eurochart Hot 100)                   | 7              |
| Германия (GfK)                               | 50             |
| Ирландия (IRMA)                              | 2              |
| Нидерланды (Dutch Top 40)                    | 24             |
| Новая Зеландия (Recorded Music NZ)           | 1              |
| Норвегия (VG-lista)                          | 16             |
| Швеция (Sverigetopplistan)                   | 17             |
| Швейцария (Schweizer Hitparade)              | 43             |
| Великобритания (The Official Charts Company) | 2              |